# Супербоул VII
Супербоул VII (англ. Super Bowl VII) — финальная игра сезона 1972 года в американском футболе между командами Национальной и Американской футбольных конференций, позднее получившая название Супербоул.
Для Долфинс это был уже второй Супербоул, после поражения в Супербоуле VI. Серию регулярного сезона Дельфины закончили со счётом 14-0, а в плей-офф обошли Кливленд Браунс и Питсбург Стилерз. Для Рэдскинз же, это был первый Супербоул. Регулярный сезон они завершили с серией 11-3. А в плей-офф обыграли Грин-Бэй Пакерс и Даллас Ковбойз.

## Трансляция
В США игру транслировал NBC. Это первый Супербоул, который транслировался в городе, где он был сыгран.

## Ход матча
Майами сделал два тачдауна в первой половине. В первой четверти, это был 28-ярдовый тачдаун, а во второй 1-ярдовый. В третьей четверти команды не набрали очки. В конце четвёртой четверти, Вашингтон оформит тачдаун, после подбора фамбла и его возврата на 49 ярдов. Вашингтон пробил обычный удар, а не онсайд-кик. Но Майами смогли продержаться и матч закончился победой Майами 14:7.
С учëтом победы , Майами стали первой и единственной, на момент 2022, командой в истории НФЛ, которая завершила сезон без поражений они выиграли 14 раз подряд в регулярном сезоне и 3 раза, включая этот Супербоул, победили в плей-офф, закончив сезон 17-0.
Супербоул VII: Майами Долфинс 14, Вашингтон Рэдскингз 7
|                 | 1 | 2 | 3 | 4 | ФИНАЛ |
| --------------- | - | - | - | - | ----- |
| Долфинс (АФК)   | 7 | 7 | 0 | 0 | 14    |
| Рэдскингз (НФК) | 0 | 0 | 0 | 7 | 7     |

На Лос-Анджелес Мемориал, Лос-Анджелес, Калифорния
- Дата:14 января 1973
- Время игры: 12:49 p.m. PST

WSH-Вашингтон, MIA-Майами, ЭП-Экстрапоинт
■ Первая четверть:
- 0:01-MIA-28-ярдовый тачдаун+ЭП, Майами повел 7:0

■ Вторая четверть:
- 0:18-MIA-1-ярдовый тачдаун+.ЭП, Майами ведет 14:0

■ Третья четверть:
■ Четвёртая четверть:
- 2:07-WSH-подбор фамбла в тачдаун на 49 ярдов, Майами ведет 14:7

### Итоговая статистика
|                                                            | Майами Долфинс | Вашингтон Рэдскингз |
| ---------------------------------------------------------- | -------------- | ------------------- |
| Первых даунов                                              | 12             | 16                  |
| Первых даунов на выносе                                    | 7              | 9                   |
| Первых даунов пассом                                       | 5              | 7                   |
| Нарушения, приведшие к первому дауну                       | 0              | 0                   |
| Результаты третьих даунов                                  | 3/11           | 3/13                |
| Результаты четвёртых даунов                                | 0/0            | 0/1                 |
| Ярды на пробеге                                            | 184            | 141                 |
| Попытки пробега                                            | 37             | 36                  |
| Среднее количество ярдов за вынос                          | 5.0            | 3.9                 |
| Пас-удачные/попытки                                        | 8/11           | 14/28               |
| Количество сэков на ярды                                   | 2-19           | 2-17                |
| Перехваты                                                  | 1              | 3                   |
| Пасовые ярды                                               | 69             | 87                  |
| Всего ярдов                                                | 253            | 228                 |
| Возврат панта-количество ярдов                             | 2-4            | 4-9                 |
| Возврат кик-оффа-количество ярдов                          | 2-33           | 3-45                |
| Перехваты-ярды после этого                                 | 3-95           | 1-0                 |
| Панты-количество ярдов которое преодолевает мяч до падения | 7-43.0         | 5-31.2              |
| Фамблы приведшие к перехвату                               | 2-1            | 1-0                 |
| Нарушения-количество штрафных ярдов                        | 3-35           | 3-25                |
| Время владения мячом                                       | 27:29          | 32:31               |
| потери мяча                                                | 2              | 3                   |